# Lenguas ngero-vitiaz
Las lenguas ngero-vitiaz forman un vínculo de lenguas austronesias en el norte de Papúa Nueva Guinea. Se hablan, de oeste a este, en la provincia de Madang, la provincia de Morobe y Nueva Bretaña.

## Clasificación
Según Lynch, Ross y Crowley (2002), la estructura de la familia es la siguiente:
- Ngero–Vitiaz
  - Familia Ngero
    - Vínculo Bariai: Bariai, Kove, Lusi, Malalamai
    - Vínculo Tuam: Gitua, Mutu

  - Vínculo Vitiaz
    - Familia Bel
      - Enlaces Astrolabe (Bel este): Awad Bing, Mindiri, Wab
      - Vínculo Bel Nuclear (Bel Oeste): Marik (Dami, Ham), Gedaged, Bilibil, Takia, Matukar

    - Enlace del suroeste de Nueva Bretaña
      - Vínculo bíblico: Lamogai, Mouk-Aria
      - Vínculo Pasismanua: Aigon, Miu, Kaulong–Karore, Sengseng
      - Vínculo Arawe:[cita requerida]
        - Arawe Oriental: Akolet, Avau, Bebeli, Lesing-Gelimi
        - Arawe occidental: Solong, Apalik (Ambul), Gimi, Aiklep
        - ?Mangseng

    - Familia Mengen: Lote, Mamusi, Mengen
    - Maleu
    - Enlace Korap: Arop-Lukep, Karnai, Malasanga, Mur Pano
    - Mbula
    - Roinji–Nenaya: Mato, Ronji
    - Sio
    - Tami
    - Amara